# Campanula delicatula
Campanula delicatula ist eine Pflanzenart aus der Gattung der Glockenblumen (Campanula) in der Familie der Glockenblumengewächse (Campanulaceae). 

## Merkmale
Campanula delicatula ist ein einjähriger Schaft-Therophyt, der Wuchshöhen von 5 bis 10 (20) Zentimeter erreicht. Die Pflanze ist weich und abstehend behaart. Die Zähne der Tragblätter sind 0,5 bis 0,7 Millimeter groß. Die Krone ist 5 bis 8 Millimeter groß. Die Kronröhre hat einen Durchmesser von 2 bis 2,5 Millimeter. Die Staubbeutel sind 1,2 bis 1,5 Millimeter groß.
Die Blütezeit reicht von März bis April.

## Vorkommen
Campanula delicatula kommt im nordöstlichen Mittelmeerraum in Griechenland, Kreta, Inseln der Ägäis, Zypern und in der Türkei
vor. Auf der Karpathos-Inselgruppe wächst die Art in Felsspalten in Höhenlagen von 0 bis 900 Meter.

## Taxonomie
Campanula delicatula wurde 1849 von Pierre Edmond Boissier in Diagnoses Plantarum Orientalium novarum Serie 1 Band 11 Seite 67 erstbeschrieben. 

## Belege
- Ralf Jahn, Peter Schönfelder: Exkursionsflora für Kreta. Mit Beiträgen von Alfred Mayer und Martin Scheuerer. Eugen Ulmer, Stuttgart (Hohenheim) 1995, ISBN 3-8001-3478-0, S. 294.